# 1972 في الأردن
فيما يلي قوائم الأحداث التي وقعت خلال عام 1972 في الأردن.